# Nina Sky
Nina Sky – zespół składający się z sióstr bliźniaczek: Nicole i Natalie Albino. Urodziły się 13 marca 1986 r. w Nowym Jorku.

## Dzieciństwo i początki kariery
Ich rodzice przeprowadzili się do Nowego Jorku z Portoryko. Rozwiedli się, gdy dziewczynki były małe. Ojczym Nicole i Natalie pracował jako DJ, dlatego dziewczyny miały styczność z różnymi gatunkami muzycznymi. Gdy miały 7 lat, napisały swoją pierwszą piosenkę o nazwie „Sisters”, a 3 lata później wiedziały już, że chcą zostać piosenkarkami.
Rodzice bardzo wspierali bliźniaczki w dążeniu do spełnienia ich marzeń. Ich ojczym dawał im lekcje grania na gitarze i bębnach. Chodziły na przesłuchania, a gdy nadarzyła się okazja – koncertowały. Chciały nadać swemu zespołowi jakąś nazwę. W końcu, używając pierwszych sylab swych imion („Ni” oraz „Na”) utworzyły „Nina”, a później dodały „Sky”, co ma oznaczać cel, a raczej granicę ich życiowych dążeń.
Uczęszczały do szkoły, a w wolnym czasie pracowały jako DJ-e. W 2000 roku poznały The Jettsonz (Elijah i Lionel Bermingham) – parę producentów muzycznych, którzy pomogli im odnaleźć swoje własne brzmienie.

## 2004–2006:Nina Sky
W 2004 The Jettsonz przedstawili Nina Sky Cipha’owi Sounds’owi – hip hopowemu DJ-owi, który pracował dla wytwórni płytowej Star Track (jej właścicielem był m.in. Pharrell Williams). Cipha Sounds był pod wrażeniem śpiewu dziewczyn i zasugerował, by użyły rytmu „Coolie Dance”. Wtedy bliźniaczki napisały Move Ya Body (razem z The Jettsonz), miksując karaibskie brzmienia z R&B. Wersja demo tej piosenki trafiła do rąk Eddiego O’Louglina – prezesa Next Plateau Entertainment. O'Loughlin podpisał kontrakt z Nina Sky i dziewczyny zaczęły pracę nad swym albumem.
Singiel Move Ya Body miał premierę 27 kwietnia 2004 roku i zadebiutował na 17. miejscu notowania Billboard Hot 100. Najlepsze stacje muzyczne szybko dodały piosenkę do swych list sprawiając, że trafiła na najróżniejsze notowania. Do 17 lipca 2004 piosenka Move Ya Body obiegła świat trafiając na wysokie miejsca list przebojów.
29 czerwca 2004 Nicole i Natalie wydały swój solowy album Nina Sky. Po wydaniu płyty, bliźniaczki wystąpiły gościnnie w piosenkach N.O.R.E.: Oye mi canto i Mas maiz oraz Seana Paula: Connection (utwór pochodzący z płyty The Trinity)

## 2007:The Musical
W 2007 Nina Sky pracowały nad swoim drugim albumem, który miał nosić tytuł The Musical. Miał on mieć premierę 27 lipca 2007 roku, jednak płyta nie została wydana. Pod koniec 2007 roku Nina Sky opuściły wytwórnię Universal i zaczęły śpiewać dla J Records.

## Dyskografia
- 2004: Nina Sky
- 2012: Nicole & Natalie[1]